# Unifut Antigua
L'Unifut Antigua est un club féminin de football guatémaltèque basé à Antigua. Depuis août 2023, c'est la section féminine de l'Antigua GFC.

## Histoire
L'Unifut remporte le tournoi interclubs de l'UNCAF en 2018, après avoir vaincu les Costaricaines de l'AD Moravia en finale (1-0, but de Yuvitza Mayén).
Lors du tournoi de clôture 2023, l'Unifut écrase Huehuetecas en finale pour s'adjuger le titre (1-1, 5-0).
En août 2023, le club s'allie avec le club masculin d'Antigua, l'Antigua GFC.

## Palmarès
Championnat du Guatemala (19) :
- Vainqueur du tournoi d'ouverture en 2010, 2011, 2012, 2013, 2014, 2015, 2016, 2017, 2018, 2019 et 2021
- Vainqueur du tournoi de clôture en 2010, 2011, 2012, 2015, 2016, 2018, 2019 et 2023[5]

Tournoi interclubs de l'UNCAF (1) :
- Champion en 2018